# Pruisische Opstanden

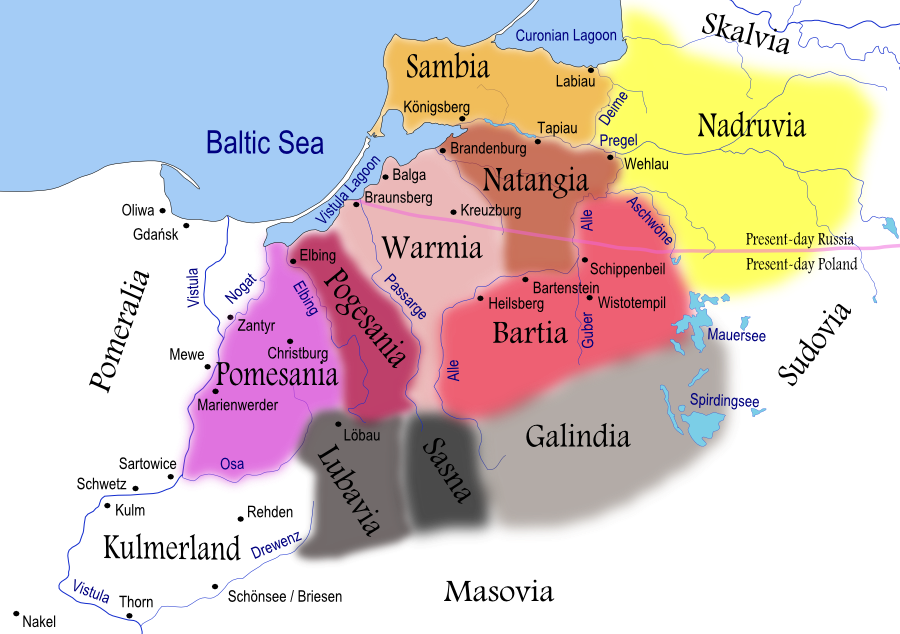
Pruisische stammen in de 13de eeuw

De Pruisische Opstanden vonden plaats tussen 1242 en 1295 en waren opstanden van de plaatselijke bevolking, hoofdzakelijk heidense Pruisen, tegen de oostkolonisatie vanuit het Heilige Roomse Rijk.

## Achtergrond
Met het verdrag van Kruschwitz in 1230 kreeg de Duitse Orde, een kruisridderorde, de toelating om zich te vestigen in Europa, meer bepaald in Kulmerland, het begin van de Duitse Ordestaat. Met toestemming van Paus Gregorius IX en onder het mom van een kruistocht breidde de Duitse Ordestaat zich uit in noordoostelijke richting. Tussen 1233 en 1237 veroverden ze Pomesanië, in 1237, Pogesanië, tussen 1238 en 1241, Warmië, Natangië en Bartië.

## Eerste opstand (1242-1249)
De eerste Pruisische opstand werd beïnvloed door drie grote gebeurtenissen. De Lijflandse Orde verloor de Slag op het IJs, Polen werd onder voet gelopen door de Mongolen en hertog Swantopolk II van Pommeren schaarde zich achter de opstandelingen. Na een succesvol begin moest Swantopolk II de handdoek in de ring werpen. Met het verdrag van Christburg in 1249 kwam er een eind aan de eerste opstand.

## Tweede opstand (1260-1274) of Grote Pruisische Opstand

Grote Pruisische Opstand

De tweede opstand brak uit na de overwinning van de Samogitiërs op de Duitse Orde tijdens de Slag bij Durbe in 1260. Alhoewel er geen gezamenlijke leider was, verspreidde de opstand in het ganse Pruisische gebied. De Duitse Orde was niet in staat gepast te reageren, het duurde tot aan het beleg van Königsberg in 1262 vooraleer er een overwinning werd geboekt.
De dood van koning Mindaugas van Litouwen in 1263 was een aderlating voor de opstandelingen. In 1265 kreeg de Duitse Orde steun van andere Duitse vorstendommen en in 1267 die van koning Ottokar II van Bohemen. Het feit dat de Pruisen geen gezamenlijke leider hadden begon parten te spelen. De dood van Herkus Monte, de meest charismatische opstandelingenleider in 1274 was de genadestoot.
De ridders herbouwden en versterkten de door de Pruisen verwoeste kastelen. Een aantal Pruisen ontsnapte naar Sudovië of naar Litouwen, anderen bleven. Veel vrije boeren werden tot lijfeigenen gemaakt. Lokale edelen moesten zich tot het christendom bekeren, slechts enkelen kregen hun privileges en hun adellijke status terug. Tussen 1274 en 1283 veroverden de Teutoonse Ridders, Nadruvië, Skalvië en Sudovië.

## Latere opstanden
Na de Grote Opstand kwamen de Pruisen nog een aantal keren in opstand tegen de ridders, maar deze opstanden waren veel kleinschaliger en vormden geen echt gevaar voor de Duitse ridders, die zich konden concentreren op verdere veroveringen. Ze werden binnen een jaar of twee onderdrukt. De uitputting en verdeeldheid van de Pruisische stammen kwamen tot uiting. De derde opstand in 1276 begon in Sudovië. De vierde opstand kwam met de steun van de hertog van Rügen in 1286. De laatste opstand was met steun van Vytenis, vorst van Lijfland in 1295.
Het einde van de opstanden betekende het einde van de Pruisische Kruistocht en het begin van de Lijflandse Kruistocht.